# Zamora (ort i Honduras)
Zamora är en ort i Honduras.   Den ligger i departementet Departamento de Colón, i den centrala delen av landet, 210 km nordost om huvudstaden Tegucigalpa. Zamora ligger 43 meter över havet och antalet invånare är 2 999.
Terrängen runt Zamora är platt åt nordväst, men åt sydost är den kuperad. Runt Zamora är det ganska glesbefolkat, med 34 invånare per kvadratkilometer. Närmaste större samhälle är Tocoa, 9,0 km nordost om Zamora. 